# Golo Zhao
Golo Zhao, de son vrai nom Zhao ZhiCheng (chinois : 赵智成),,
est un animateur et dessinateur de manhuas, né en Chine dans la province du Guangdong le 2 mars 1984.

## Biographie
Il est diplômé de l'Académie des beaux-arts de Guangzhou et de l'Académie de cinéma de Pékin.

## Publications

### Ouvrages en français
- La Balade de Yaya, scénario de Jean-Marie Omont, Les Éditions Fei
  1. La Fugue, 2011  (ISBN 978-2-359-66025-8)
  2. La Prisonnière, 2011  (ISBN 978-2-359-66026-5)
  3. Le Cirque, 2011  (ISBN 978-2-359-66027-2)
  4. L'Île, 2012  (ISBN 978-2-359-66028-9)
  5. La Promesse, 2012  (ISBN 978-2-359-66029-6)
  6. Perdue, 2012  (ISBN 978-2-359-66030-2)
  7. Le Piège, 2013  (ISBN 978-2-359-66031-9)
  8. Le Retour, 2014  (ISBN 978-2-359-66032-6)
  9. La Sonate, 2015  (ISBN 978-2-359-66033-3)
- La Ballade de Yaya, Intégrale 1-3, 2012  (ISBN 978-2-359-66085-2)
- La Ballade de Yaya, Intégrale 4-6, 2013  (ISBN 978-2-359-66086-9)
- La Ballade de Yaya, Intégrale 7-9, 2015  (ISBN 978-2-359-66087-6)
- Les nouvelles aventures de Yaya et Tuduo, textes de Patrick Marty, Les Éditions Fei
  1. Le fantôme de l'orphelinat, 2018  (ISBN 978-2359662788)
  2. Le rival, 2018  (ISBN 978-2359662795)
- Entre ciel et terre, scénario et dessin de Golo Zhao, traduction Hervé Denès, Cambourakis
  1. Tome 1, 2014  (ISBN 978-2-366-24085-6)
  2. Tome 2, 2014  (ISBN 978-2-366-24118-1)
  3. Tome 3, 2020  (ISBN 978-2-366-24525-7)
- Entre ciel et terre, Intégrale 1-3, 2021  (ISBN 978-2366246216)
- Passeur d'âmes, scénario et dessin de Golo Zhao, 2014 Cambourakis  (ISBN 978-2-366-24099-3)
- Au gré du vent, scénario de Jing Jing Bao et dessin de Golo Zhao, 2016 Pika Édition  (ISBN 978-2-8116-1720-2)
- Hello Viviane, scénario et dessin de Golo Zhao, 2016 Pika Édition  (ISBN 978-2-8116-2286-2)
- Kushi, scénario de Patrick Marty, Les Éditions Fei
  1. Le Lac sacré, 2017  (ISBN 978-2-35966-234-4)
  2. La Tanière du loup, 2017  (ISBN 978-2-35966-235-1)
  3. Le Château sous la terre, 2017  (ISBN 978-2359662368)
  4. La Fille du vent, 2018  (ISBN 978-2359662375)
  5. La Ville mange-rêves, 2022  (ISBN 978-2492881008)
  6. Le Dernier voyage de Bayan, 2022  (ISBN 978-2492881046)
  7. Vers la ville blanche, 2023  (ISBN 978-2492881152)
  8. L'oeil magique, 2024  (ISBN 978-2205208191)
- Kushi, Intégrale 1-4, 2022  (ISBN 978-2-492-88105-3)
- Le Monde de Zhou Zhou, scénario de Bayue Chang'an, éditions Casterman jeunesse
  1. Tome 1, 2017  (ISBN 978-2203121942)
  2. Tome 2, 2018  (ISBN 978-2203124202)
  3. Tome 3, 2018  (ISBN 9782203166684)
  4. Tome 4, 2019  (ISBN 9782203166691)
  5. Tome 5, 2021  (ISBN 9782203166707)
  6. Tome 6, 2021  (ISBN 9782203166714)
- Poisons, scénario et dessin de Golo Zhao, 2019, Pika Édition, collection Pika Graphic  (ISBN 978-2-8116-4244-0)
- Rêverie, scénario et dessin de Golo Zhao, traduction Nicolas Grivel, 2019 Casterman  (ISBN 9782203093775)
- La Plus Belle Couleur du monde, scénario et dessin de Golo Zhao, 2021, Glénat  (ISBN 978-2-344-04557-2)
- Un dernier soir à Pékin, scénario et dessin de Golo Zhao, 2022, Glénat  (ISBN 978-2344050057)

## Récompenses
- 2010 : prix de la meilleure bande dessinée au Festival international d'animation et de bande dessinée à Hanghzou[4]
- 2012 : Prix des écoles au festival d'Angoulême 2012 pour La Balade de Yaya